# Llinda de la casa de la Plaça General Prim, 2 (Navarcles)
La Llinda de la casa de la Plaça General Prim, 2 és una obra de Navarcles (Bages) que forma part de l'Inventari del Patrimoni Arquitectònic de Catalunya.

## Descripció
És una llinda datada al mig de la qual hi ha esculpit en baix relleu una forma d'estrella encabida dins d'un cercle ornamentat en el seu perímetre amb un rosari. A dins l'estrella hi ha un estri similar a unes tisores. A banda i banda, la data d'execució: 1793.
La llinda formava part d'un edifici anterior a l'actual. Als anys 1970, quan es va fer la casa de nou, va passar a ocupar el lloc actual, sobre la porta de la casa número dos de la plaça General Prim.